# Acacieae

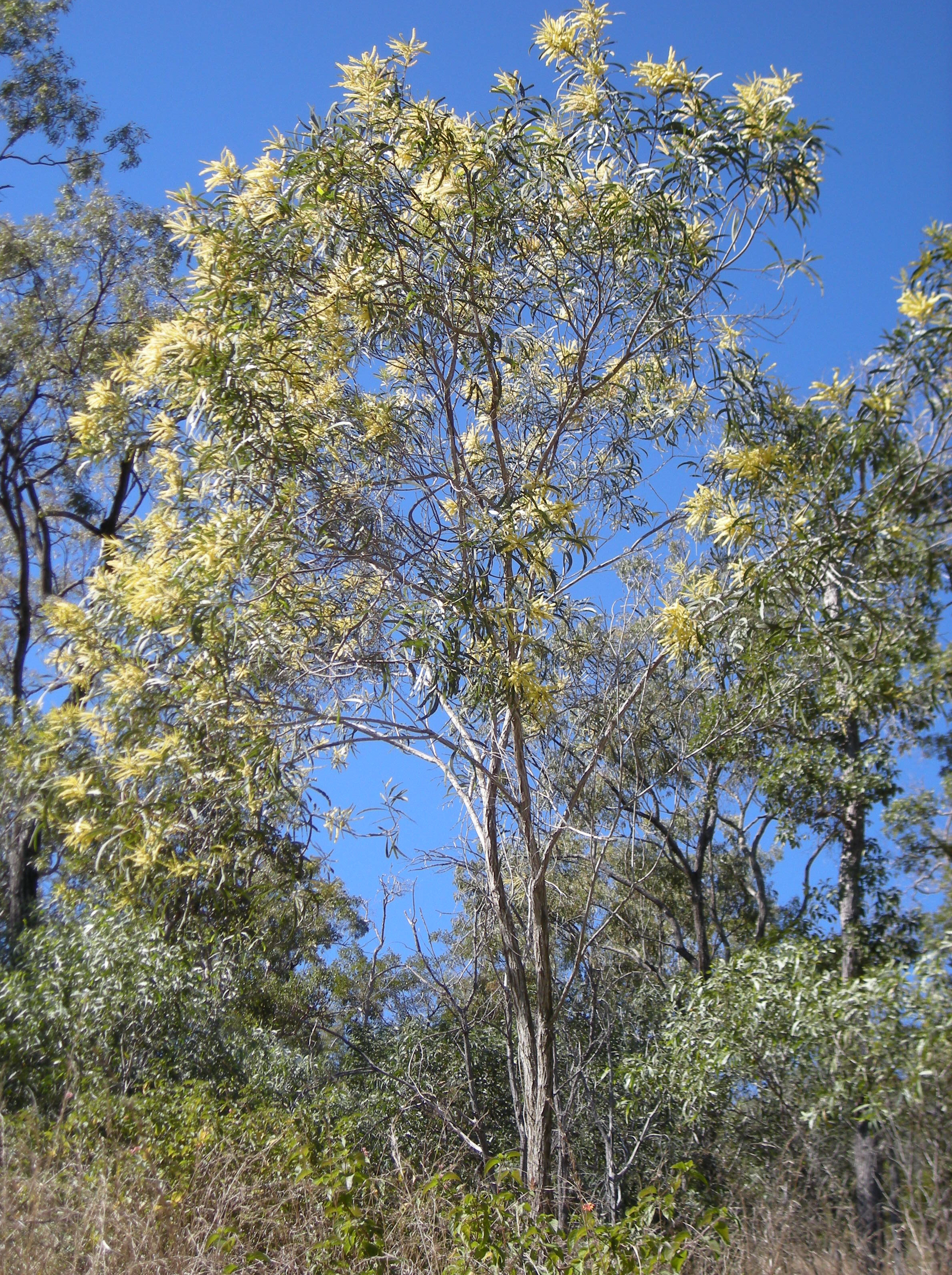
Acacia aulacocarpa (hábito).

Acacieae é uma tribo de plantas com flor da subfamília Mimosoideae da família Fabaceae que agrupa 5 géneros e cerca de 1 400 espécies. Os membros da tribo têm distribuição natural nas regiões tropicais e subtropicais de todo o mundo, com centro de diversidade na Austrália, onde ocorrem cerca de 950 espécies.

## Descrição e ecologia

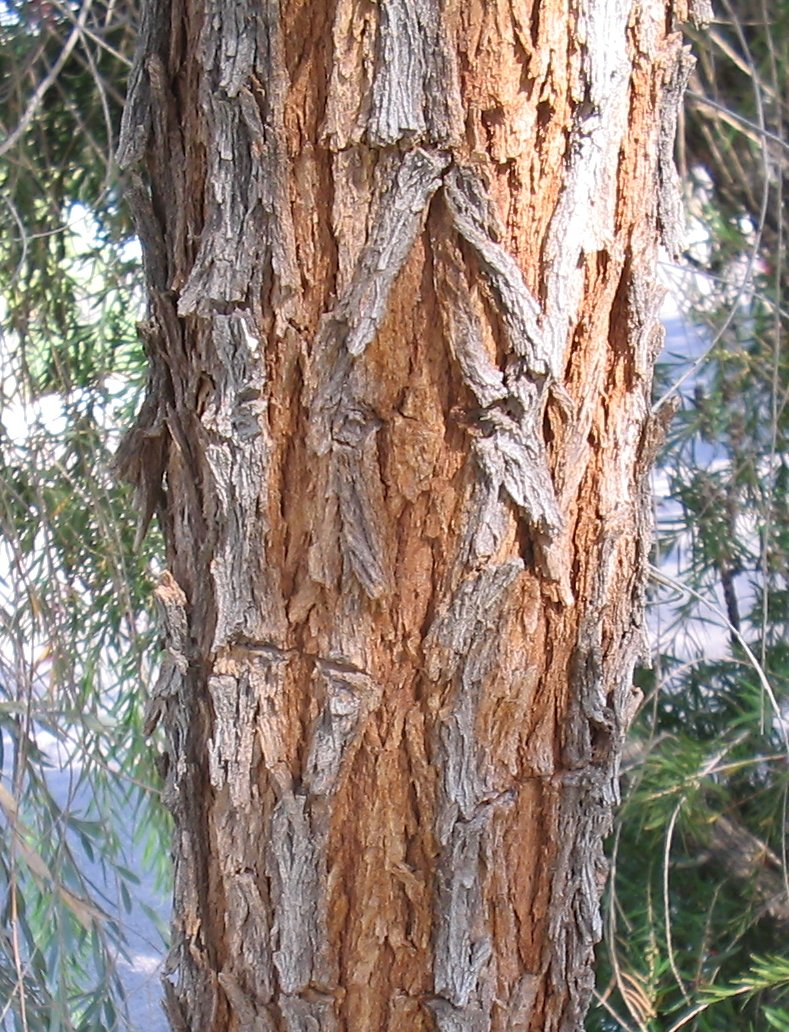
Ritidoma de Acacia pendula.

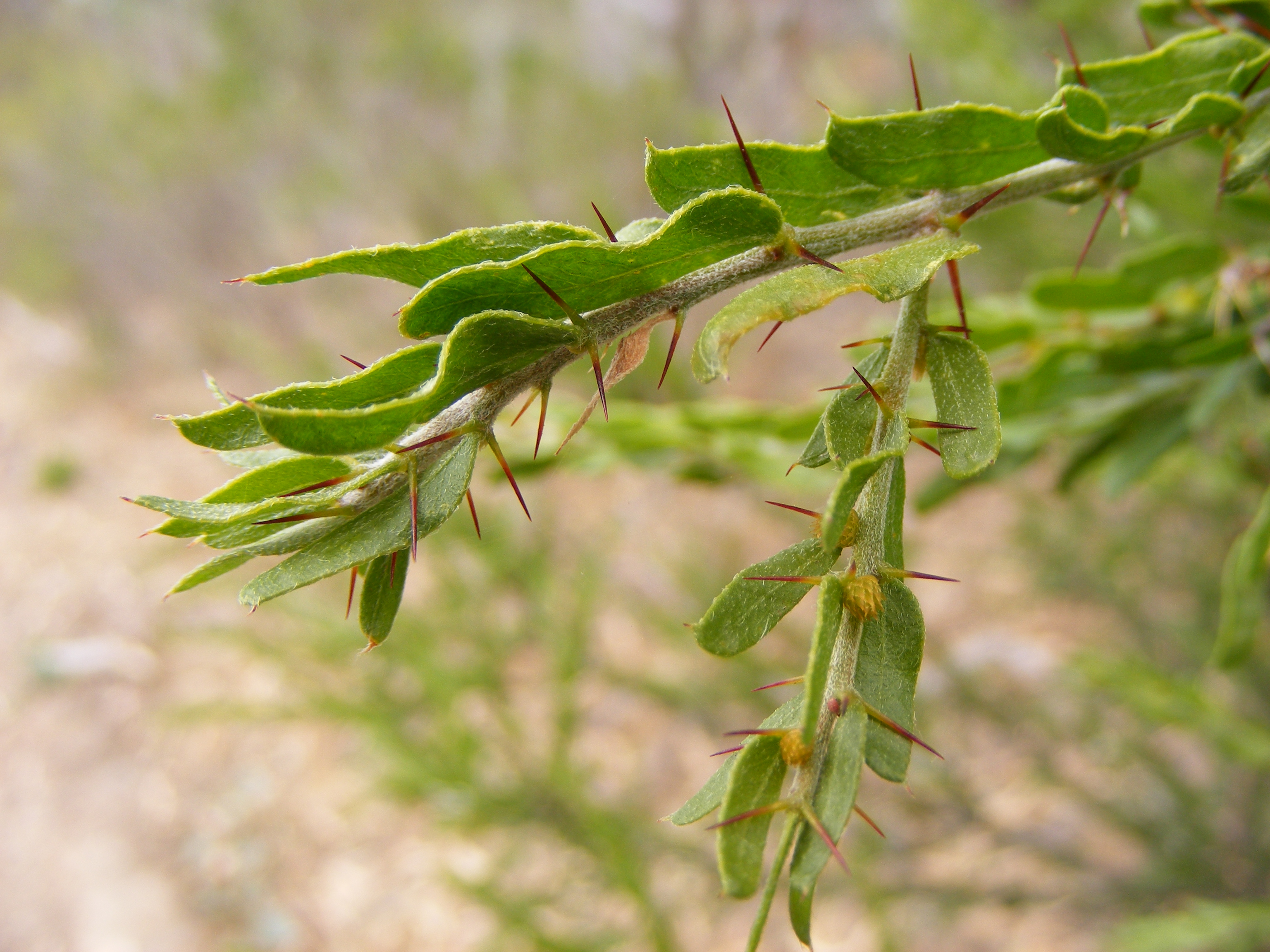
Ramos com espinhos e filódios de Acacia paradoxa.

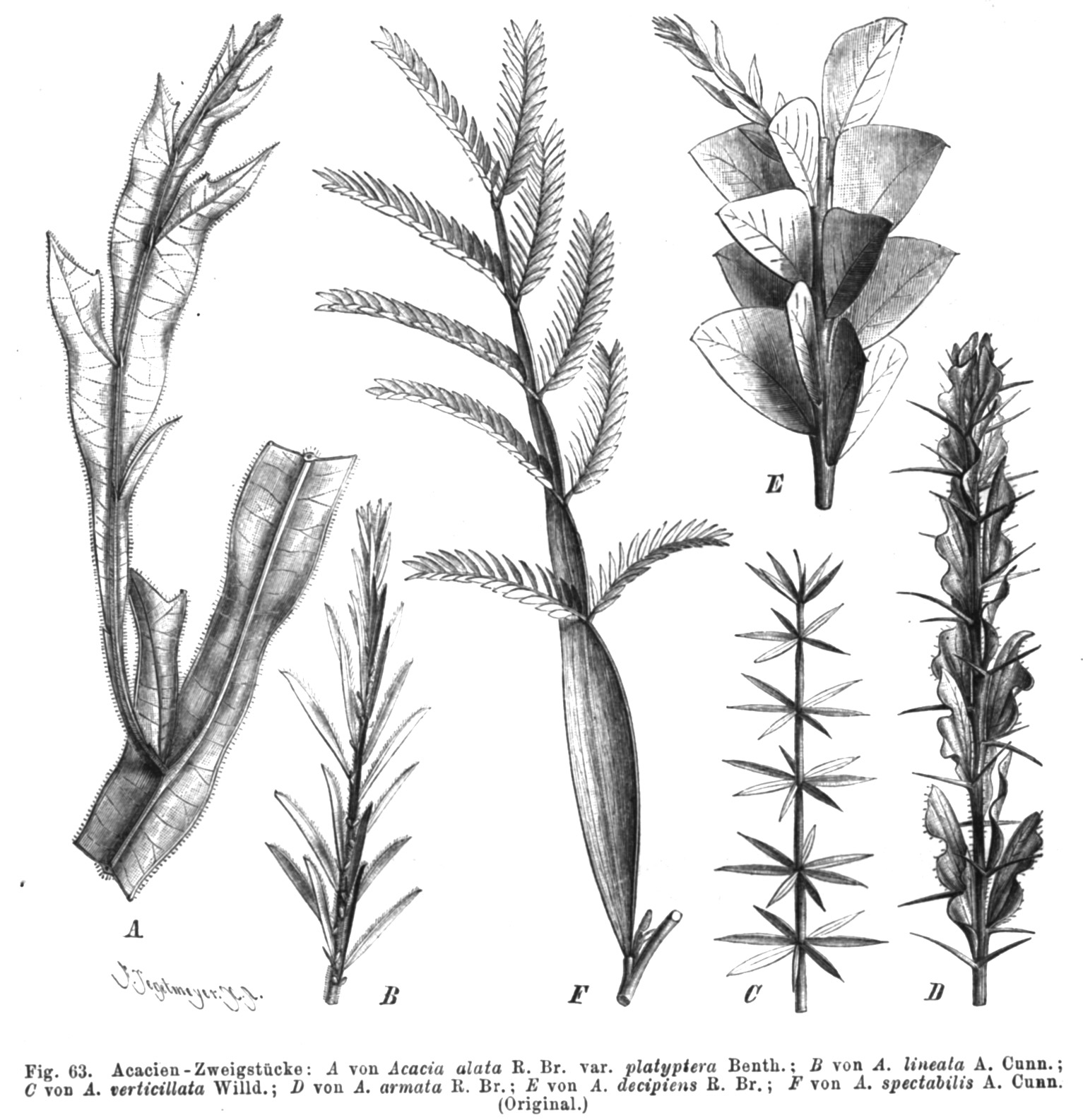
Ilustração mostrando ramos e folhagem (filódios) de: A Acacia alata var. platyptera, B Acacia lineata, C Acacia verticillata, D Acacia paradoxa, E Acacia truncata, F Acacia spectabilis.

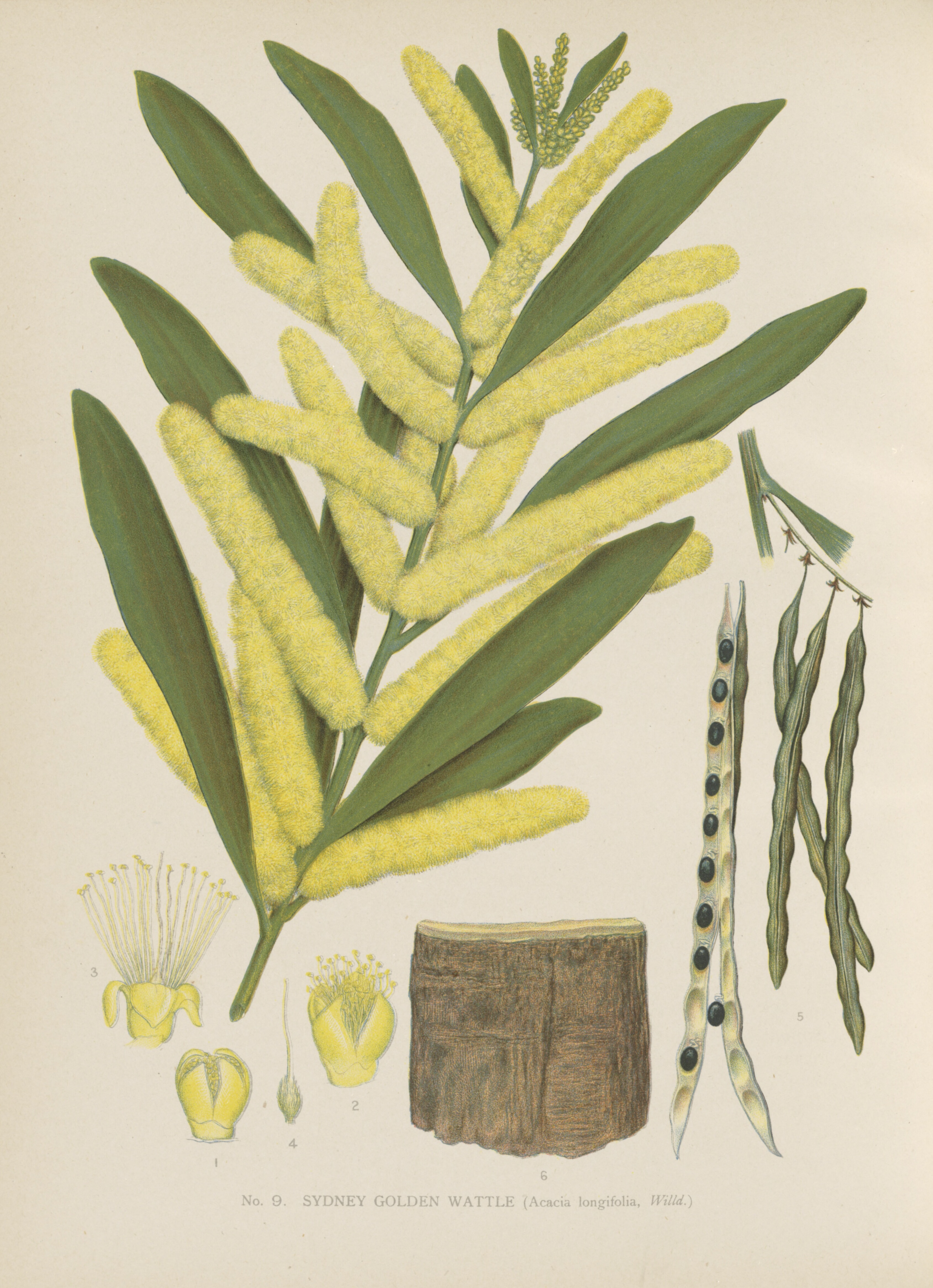
Ilustração de Acacia longifolia (inflorescências).

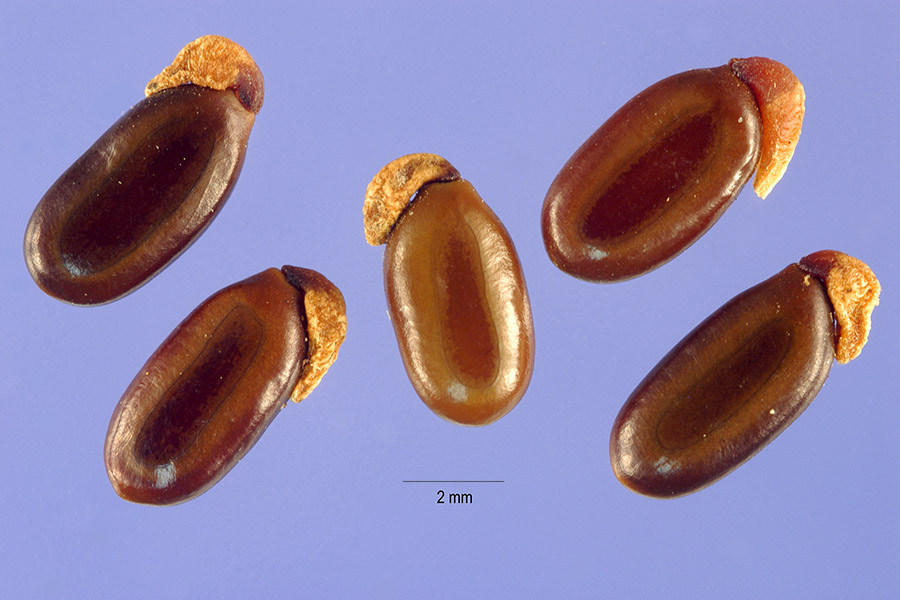
Sementes com arilo de Acacia pycnantha.

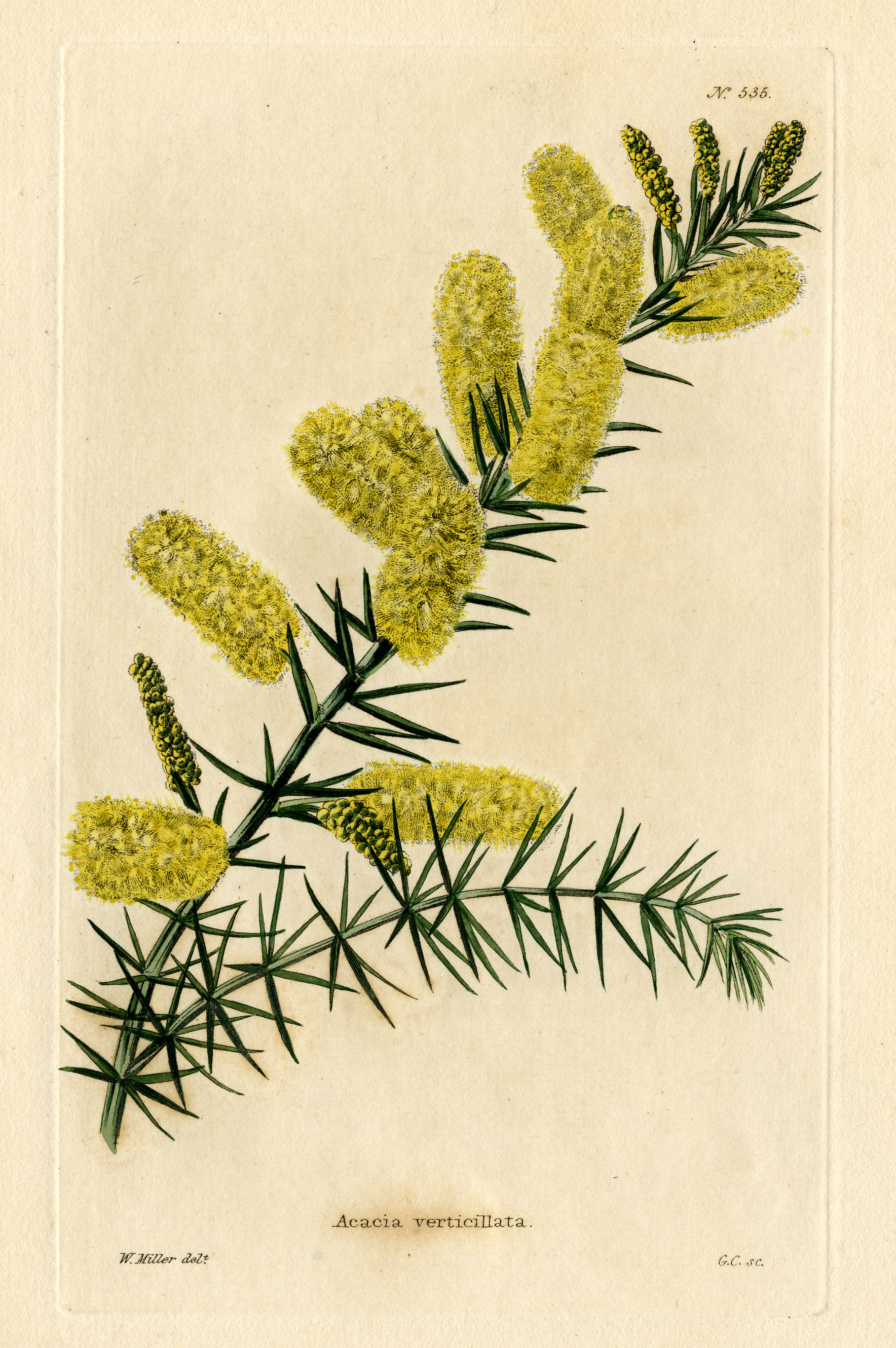
Ilustração de Acacia verticillata (de W.Miller).

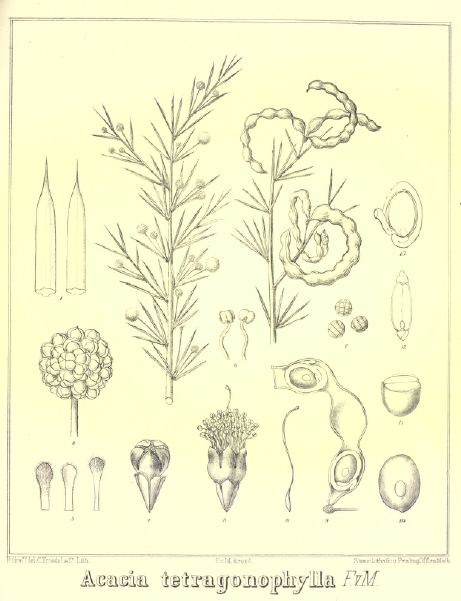
Ilustração: ramos com inflorescência e frutos de Acacia tetragonophylla.

As espécies que integram esta tribo são plantas lenhosas que apresentam como hábito vegetativo dominante a forma arbustiva, já que raramente são árvores de porte significativo. Algumas espécies possuem espinhos bem desenvolvidos como estratégia de defesa contra a herbivoria. As espécies de acácia pertencem às plantas de madeira dura (madeira de lei), produzindo tecido lenhos de elevada densidade e dureza. As raízes destas espécies apresentam nódulos radiculares ricos em Rhizobiaceae (especialmente Rhizobium spp.) que por simbiose permitem a fixação do azoto.
São plantas maioritariamente perenes que raramente perdem as folhas na estação seca, podendo ser inermes ou apresentar estípulas espinhosas. As folhas dos membros de desta tribo são bipinadas ou estão reduzidas a filódios, mas muitas espécies de acácia apresentam heterofilia, sendo que os espécimes jovens geralmente têm folhas com pecíolo normal, com lâmina foliar duplamente pinada. Nestas espécies é frequente ocorrer uma fase de transição, na qual o pecíolo, apesar de já achatado, coexiste com uma lâmina foliar mais ou menos bem desenvolvida, a qual, principalmente em espécimes maduros, leva ao aparecimento de um pecíolo achatado e foliforme (o filódio), desprovido de lâmina, que assume quase integralmente a função de fotossíntese. A forma do filódio varia, mas estão presentes na maioria das espécies do género Acacia. Nos restantes géneros predominam espécimes maduros com lâminas foliares bipinadas bem desenvolvidas. Em algumas espécies de Acacia s. s., coexistem ambos os tipos de folhagem, os filódios e as folhas bipinadas, especialmente nos indivíduos jovens. Apresentam duas estípulas foliares que caem geralmente imediatamente após a formação da folha, mas que quando persistentes são resistentes, geralmente pequenas, escamosas ou transformadas em espinhos.
Os membros da tribo Acacieae distinguem-se das restantes Mimosoideae por apresentarem flores com grande quantidade de estames (sempre mais de 10) com os filamentos livres. As flores ocorrem nas extremidades dos ramos, em inflorescências cimosas cilíndricas, em espiga ou racemo densos, agrupadas ou isoladas em hastes separadas, em geral com elevado números de flores. Cada flor apresenta uma bráctea pequena, acastanhada, em espátula ou em forma de escudo.
As flores são relativamente pequenas, com simetria radial, tetrâmeras ou pentâmeras, geralmente hermafroditas e com duplo perianto. A cor das flores varia do amarelo vivo ao branco cremoso, raramente vermelho. As quatro ou cinco sépalas e pétalas podem ser livres ou fundidas. Os muitos estames inserem-se sobre ou logo acima da base do carpelo e projectam-se para além das brácteas. O carpelo é piloso ou glabro. Em geral há muitos óvulo presentes. O estilete é fino e ergue-se sobre os estames. Muitas vezes as flores exalam fragrância forte e produzem pólen abundante, o que atrai as abelhas.
A vagem é linear a oblonga, direita a ligeiramente curva ou helicoidal, de secção transversal redonda ou achatada. A semente é oblonga, quase esférica ou achatada-ovada, apresentando um arilo bem desenvolvido. Geralmente, as sementes permanecem viáveis por muito tempo, e algumas requerem exposição ao fogo para germinar.

## Sistemática
O principal género da tribo, e que lhe serve de género tipo, é Acacia, o qual desde o trabalho de revisão de Les Pedley publicado em 1978, foi historicamente subdividido em três subgéneros e em múltiplas secções:
- Subgénero Acacia
- Subgénero Aculeiferum Vassal com as secções:
  - Secção Spiciflorae DC.
  - Secção Filicinae
- Subgénero Phyllodineae com as secções:
  - Secção  Alatae F.Muell.
  - Secção Botrycephalae (Benth.) Taub.
  - Secção  Juliflorae F.Muell.
  - Secção Lycopodiifoliae Pedley
  - Secção Phyllodineae DC.
  - Secção Plurinerves F.Muell.
  - Secção Pulchellae (Benth.) Taub.

O nome genérico Acacia foi proposto em 1754 por Philip Miller na sua obra The Gardeners Dictionary Abridged, 4.ª edição.. A palvra Acacia deriva do vocábulo do grego clássico akakia, o nome comum então utilizado para Acacia nilotica, hoje sinónimo de Vachellia nilotica (L.) P.J.H.Hurter & Mabb.), que tem como etimologia ake ou akis para "ponta aguçada" ou "espinho", e akazo um derivado de "afiar". Enter os sinónimos taxonómicos de Acacia Mill. contam-se: Acaciopsis Britton & Rose, Bahamia Britton & Rose, Delaportea Thorel ex Gagnep., Fishlockia Britton & Rose, Manganaroa Speg., Myrmecodendron Britton & Rose, Nimiria Prain ex Craib, Poponax Raf., Racosperma Mart., Siderocarpos Small e Tauroceras Britton & Rose.
Na sua circunscrição originária, agora em geral referida por Acacia sensu lato (ou Acacia s. l.), o género incluía 1350 a 1450 espécies, das quais cerca de 400 espécies foram segregadas para novos géneros menores. Assim, a antiga subdivisão do género já não é utilizada e os antigos subgéneros "Acacia" e "Aculeiferum" desapareceram e as respectivas espécies foram atribuídas aos novos taxa criados pela subdivisão.
No ano de 2003 foi proposto por Orchard e Maslin a dopção de um novo género tipo. A proposta foi presente à sessão da "Secção de Nomenclatura" (Nomenclature Section) do XVII Congresso Botânico Internacional (XVII International Botanical Congress), realizado em Viena, o qual decidiu adoptar Acacia penninervis Sieber ex DC. em substituição de Acacia nilotica (L.) Willd. ex Delile, descisão incluída no The official report of the Spermatophyta Committee, with detailed discussion of the reasons for their decision e publicada em Taxon. vol. 53, n.º. 3, de 1 de agosto de 2004, pp. 826–829. A decisão entrou em vigor a 30 de julho de 2005. Esta decisão permitiu criar um género monofilético Acacia de modo que quase 950 espécies australianas nele permanecessem, bem como algumas espécies das regiões vizinhas.
Na sua presente circunscrição taxonómica a tribo Acacieae inclui os géneros Acacia, Acaciella, Mariosousa, Senegalia e Vachellia. Esses géneros, após a divisão do géneros Acacia sensu lato, ganharam a seguinte configuração:
- Acacia s. s. (anteriormente Acacia subg. Phyllodineae)
- Acaciella (anteriormente Acacia subg. Aculeiferum  sect. Filicinae)
- Mariosousa (anteriormente Acacia subg. Aculeiferum sect. Acacia coulteri group)
- Senegalia (anteriormente Acacia subg. Aculeiferum sect. Spiciflorae)
- Vachellia (anteriormente Acacia subg. Acacia)

Os novos géneros resultantes desta reforma apresentam as seguintes circunscrições:
- Acacia Mill. s. str. — género que apesar da perda de quase 400 espécies para outros géneros continua a ser um dos géneros mais ricos em espécies da família Fabaceae, com cerca de 948 espécies, principalmente na Austrália, 7 nas ilhas do Pacífico, 1-2 em Madagáscar e 10 na Ásia tropical. Está dividido em seis subgéneros:
  - Alatae
  - Botrycephalae
  - Juliflorae
  - Lycopodiifoliae
  - Phyllodinae
  - Plurinerves
  - Pulchellae
- Acaciella Britton & Rose (anteriormente Acacia subg. Aculeiferum sect. Filicinae) — com 15 espécies nativas do Neotropis.
- Mariosousa Seigler & Ebinger — com cerca de 13 espécies nativas do Neotropis.
- Senegalia Raf. (anteriormente Acacia subg. Aculeiferum):[11] — é um género pantropical com 203 espécies, entre as quais:
  - Senegalia catechu (L. f.) P. J. H. Hurter & Mabb., sin.: Acacia catechu (L. f.) Willd.)
  - Senegalia roemeriana (Scheele) Britton & Rose, sin.: Acacia roemeriana Scheele
- Vachellia Wight & Arn. (anteriormente Acacia subg. Acacia, sin.: Acaciopsis Britton & Rose, Bahamia Britton & Rose, Fishlockia Britton & Rose, Myrmecodendron Britton & Rose, Poponax Raf., Tauroceras Britton & Rose) — pantropical, com 163 espécies, entre as quais:[4][11][12]
  - Vachellia abyssinica (Hochst. ex Benth.) Kyal. & Boatwr. (sin.: Acacia abyssinica Hochst. ex Benth.)
  - Vachellia amythethophylla (Steud. ex A.Rich.) Kyal. & Boatwr. (sin.: Acacia amythethophylla Steud. ex A.Rich., Acacia macrothyrsa Harms)
  - Vachellia arenaria (Schinz) Kyal. & Boatwr. (sin.: Acacia arenaria Schinz)
  - Vachellia aroma (Gillies ex Hook. & Arn.) Seigler & Ebinger (sin.: Acacia aroma Gillies ex Hook. & Arn., Acacia huarango Ruiz ex J.F.Macbr., Acacia moniliformis Griseb.)
  - Vachellia astringens (Gillies ex Hook. & Arn.) Speg. (sin.: Acacia atramentaria Benth.)
  - Vachellia bidwillii (Benth.) Kodela (sin.: Acacia bidwillii Benth.)
  - Vachellia bilimekii (J.F.Macbr.) Seigler & Ebinger (sin.: Acacia bilimekii J.F.Macbr.)
  - Vachellia borleae (Burtt Davy) Kyal. & Boatwr. (sin.: Acacia borleae Burtt Davy)
  - Vachellia brandegeeana (I.M.Johnst.) Seigler & Ebinger (sin.: Acacia brandegeeana I.M.Johnst.)
  - Vachellia campeachiana (Mill.) Seigler & Ebinger (sin.: Acacia cochliacantha Humb. & Bonpl. ex Willd., Acacia cymbispina Sprague & L.Riley, Mimosa campeachiana Mill.)
  - Vachellia caven (Molina) Seigler & Ebinger (sin.: Acacia caven (Molina) Molina, Acacia cavenia (Molina) Hook. & Arn. orth. var., Mimosa caven Molina)
  - Vachellia choriophylla (Benth.) Seigler & Ebinger (sin.: Acacia choriophylla Benth.)
  - Vachellia collinsii (Saff.) Seigler & Ebinger, sin.: Acacia collinsii Saff.
  - Vachellia constricta (Benth.) Seigler & Ebinger (sin.: Acacia constricta Benth.)
  - Vachellia cornigera (L.) Seigler & Ebinger (sin.: Acacia campechiana Schenck, Acacia cornigera (L.) Willd., Acacia spadicigera Schltdl. & Cham., Mimosa cornigera L.)
  - Vachellia davyi (N.E.Br.) Kyal. & Boatwr. (sin.: Acacia davyi N.E.Br.)
  - Vachellia drepanolobium (Harms ex Y.Sjöstedt) P.J.H.Hurter (sin.: Acacia drepanolobium Harms ex Y.Sjöstedt)
  - Vachellia elatior (Brenan) Kyal. & Boatwr. (sin.: Acacia elatior Brenan)
  - Kameldorn (Vachellia erioloba) (E.Mey.) P.J.H.Hurter (sin.: Acacia erioloba E.Mey.)
  - Vachellia etbaica (Schweinf.) Kyal. & Boatwr. (sin.: Acacia etbaica Schweinf.)
  - Vachellia exuvialis (I.Verd.) Kyal. & Boatwr. (sin.: Acacia exuvialis I.Verd.)
  - Vachellia farnesiana (L.) Wight & Arn., sin.: Acacia farnesiana (L.) Willd., Acacia minuta (M.E.Jones) R.M.Beauch., Acacia smallii Isely, Mimosa farnesiana L., Pithecellobium minutum M.E.Jones, Vachellia densiflora Alexander ex Small, Acacia pinetorum F.J.Herm., Vachellia peninsularis Small)
  - Vachellia flava (Forssk.) Kyal. & Boatwr. (sin.: Acacia ehrenbergiana Hayne)
  - Vachellia gerrardii (Benth.) Kyal. & Boatwr. (sin.: Acacia gerrardii Benth.)
  - Vachellia grandicornuta (Gerstner) Seigler & Ebinger (sin.: Acacia grandicornuta Gerstner)
  - Vachellia gummifera (Willd.) Kyal. & Boatwr. (sin.: Acacia gummifera Willd.)
  - Vachellia haematoxylon (Willd.) Seigler & Ebinger (sin.: Acacia haematoxylon Willd.)
  - Vachellia hebeclada (DC.) Kyal. & Boatwr. (sin.: Acacia hebeclada DC., Acacia stolonifera Burch.)
  - Vachellia hockii (De Wild.) Seigler & Ebinger (sin.: Acacia chariensis A.Chev., Acacia hockii De Wild.)
  - Vachellia horrida (L.) Kyal. & Boatwr., sin.: Acacia horrida (L.) Willd., Mimosa horrida L.)
  - Vachellia karroo (Hayne) Banfi & Galasso (sin.: Acacia dekindtiana A.Chev., Acacia karroo Hayne)
  - Vachellia kirkii (Oliv.) Kyal. & Boatwr. (sin.: Acacia kirkii Oliv.)
  - Vachellia lahai (Steud. & Hochst. ex Benth.) Kyal. & Boatwr. (sin.: Acacia lahai Steud. & Hochst. ex Benth.)
  - Vachellia lasiopetala (Oliv.) Kyal. & Boatwr. (sin.: Acacia lasiopetala Oliv.)
  - Vachellia luederitzii (Engl.) Kyal. & Boatwr. (sin.: Acacia luederitzii Engl.)
  - Vachellia macracantha (Humb. & Bonpl. ex Willd.) Seigler & Ebinger (sin.: Acacia flexuosa Humb. & Bonpl. ex Willd., Acacia lutea (Mill.) Britton, Acacia macracantha Humb. & Bonpl. ex Willd., Acacia macracanthoides Bertero ex DC., Acacia pellacantha Meyen ex Vogel, Mimosa lutea Mill., Poponax macracantha (Humb. & Bonpl. ex Willd.) Killip, Poponax macracanthoides (Bertero ex DC.) Britton & Rose, Vachellia lutea (Mill.) Speg. )
  - Vachellia nebrownii (Burtt Davy) Seigler & Ebinger (sin.: Acacia glandulifera Schinz, Acacia nebrownii Burtt Davy)
  - Vachellia negrii (Pic.Serm.) Kyal. & Boatwr. (sin.: Acacia negrii Pic.Serm.)
  - Vachellia nilotica (L.) P.J.H.Hurter & Mabb., sin.: Acacia adansonii Guill. & Perr., Mimosa adstringens Schumach., Acacia benthamii Rochebr., Acacia arabica (Lam.) Willd., Acacia nilotica (L.) Delile, Acacia scorpioides (L.) W.Wight, Acacia vera Willd., Mimosa arabica Lam., Mimosa nilotica L., Mimosa scorpioides L., Acacia subalata Vatke)
  - Vachellia oerfota (Forssk.) Kyal. & Boatwr. (sin.: Acacia nubica Benth., Acacia oerfota (Forssk.) Schweinf., Mimosa oerfota Forssk.)
  - Vachellia pennatula (Schltdl. & Cham.) Seigler & Ebinger (sin.: Acacia pennatula (Schltdl. & Cham.) Benth.)
  - Vachellia permixta (Burtt Davy) Kyal. & Boatwr. (sin.: Acacia permixta Burtt Davy)
  - Vachellia prasinata (Asfaw) Kyal. & Boatwr. (sin.: Acacia prasinata Asfaw )
  - Vachellia reficiens (Wawra) Kyal. & Boatwr. (sin.: Acacia reficiens Wawra)
  - Vachellia rehmanniana (Schinz) Kyal. & Boatwr. (sin.: Acacia rehmanniana Schinz)
  - Vachellia rigidula (Benth.) Seigler & Ebinger (sin.: Acacia rigidula Benth.)
  - Vachellia robusta (Burch.) Kyal. & Boatwr. (sin.: Acacia robusta Burch., Acacia clavigera E.Mey.)
  - Vachellia schaffneri (S.Watson) Seigler & Ebinger (sin.: Acacia schaffneri (S.Watson) F.J.Herm.)
  - Vachellia schottii (Torr.) Seigler & Ebinger (sin.: Acacia schottii Torr.)
  - Vachellia seyal (Delile) P.J.H.Hurter (sin.: Acacia seyal Delile, Acacia fistula Schweinf., Acacia stenocarpa Hochst. ex A.Rich.)
  - Vachellia sieberiana (DC.) Kyal. & Boatwr. (sin.: Acacia sieberiana DC., Acacia verugera Schweinf., Acacia vermoesenii De Wild., Acacia woodii Burtt Davy)
  - Vachellia sphaerocephala (Schltdl. & Cham.) Seigler & Ebinger (sin.: Acacia sphaerocephala Schltdl. & Cham.)
  - Vachellia stuhlmanii (Taub.) Kyal. & Boatwr. (sin.: Acacia stuhlmanii Taub.)
  - Vachellia sutherlandii (F.Muell.) Kodela (sin.: Acacia sutherlandii (F.Muell.) F.Muell., Albizia sutherlandii F.Muell.)
  - Vachellia swazica (Burtt Davy) Kyal. & Boatwr. (sin.: Acacia swazica Burtt Davy)
  - Vachellia tenuispina (I.Verd.) Kyal. & Boatwr. (sin.: Acacia tenuispina I.Verd.)
  - Vachellia tortilis (Forssk.) Galasso & Banfi (sin.: Acacia tortilis (Forssk.) Hayne, Mimosa tortilis Forssk., Acacia heteracantha Burch., Acacia litakunensis Burch., Acacia raddiana Savi, Acacia spirocarpa Hochst. ex A.Rich.)
  - Vachellia tortuosa (L.) Seigler & Ebinger (sin.: Acacia tortuosa (L.) Willd., Mimosa tortuosa L.)
  - Vachellia vernicosa (Britton & Rose) Seigler & Ebinger (sin.: Acacia neovernicosa Isely, Acacia vernicosa Standl., Acaciopsis vernicosa Britton & Rose)
  - Vachellia xanthophloea (Benth.) P.J.H.Hurter, sin.: Acacia xanthophloea Benth. )
  - Vachellia zanzibarica (S.Moore) Kyal. & Boatwr. (sin.: Acacia zanzibarica (S.Moore) Taub.)

## Usos
Algumas espécies, como Acacia spirorbis, são cultivadas para produção de madeira. Por exemplo, a Arca da Aliança é descrita na [Bíblia]] como sendo feita de madeira de acácia. Na Alemanha, ocasionalmente, a madeira de Robinia pseudoacacia (também conhecida por "falsa-acácia") é comercializada como madeira de acácia.
As sementes de algumas espécies desta tribo podem ser usadas como pseudo-cereal, substituindo em alguns usos alimentares os cereais clássicos.
Algumas espécies são usadas como plantas ornamentais. Os géneros da tribo Acacieae, que muitas vezes são plantadas em regiões quentes como arbustos ornamentais, são muitas vezes designados por «mimosas». Contudo, as espécies de «mimosa» mais conhecidas, por sua vez, incluem espécies do género Mimosa, que na realidade pertence a uma subfamília distinta. Entre as «mimosas» ornamentais merece destaque a espécie Mimosa pudica, um subarbusto tropical de curta duração com características semelhantes às das Acacieae dada os folíolos pinados e inflorescências em cimosas de flores rosadas.
A Acacia nilotica, hoje sinónimo taxonómico de Vachellia nilotica, é usada no sudeste da África e na Índia como madeira para escovar os dentes.
As fibras de acácia, extraídas de espécies de vários géneros desta tribo, são usadas na indústria alimentar.
Na linguagem corrente, o nome "acácia" é muitas vezes utilizado para designar árvores e arbustos leguminosos que não pertencem à tribo Acacieae. Um dos casos mais comuns é a espécie Robinia pseudoacacia, que se assemelha pelas suas folhas e abundância de espinhos às acácias. No entanto, a tribo Acacieae e o género Robinia não são parentes filogeneticamente próximos, pertencendo a diferentes subfamílias  das Fabaceae. O mel de acácia europeu, assim comercializado pelos apicultores, é em geral mel de Robinia.

## Galeria

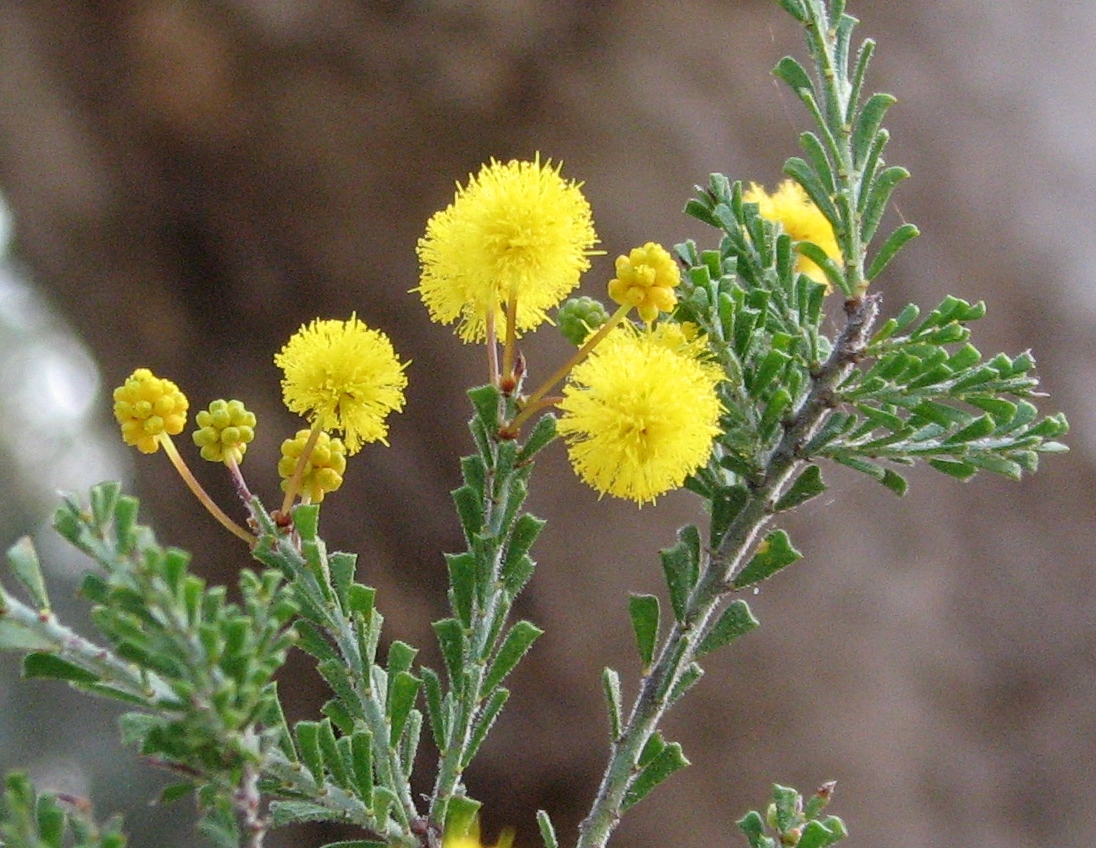
Ramo com filódios e inflorescências cimosas de Acacia acanthoclada.
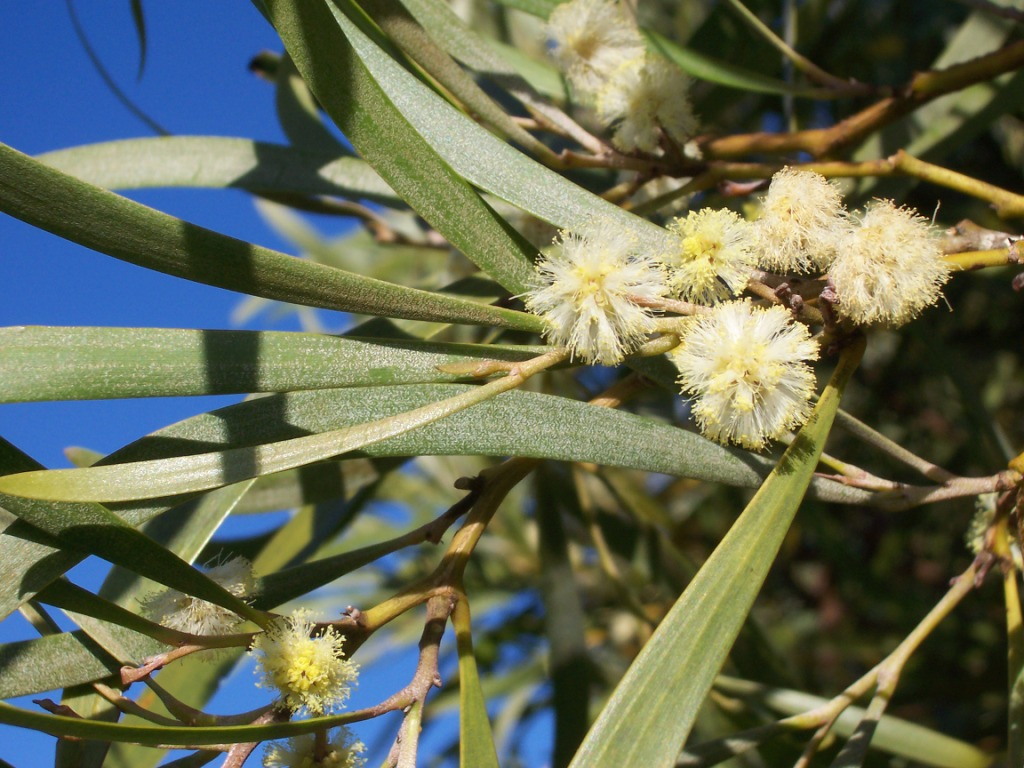
Filódios e inflorescências de Acacia heterophylla.
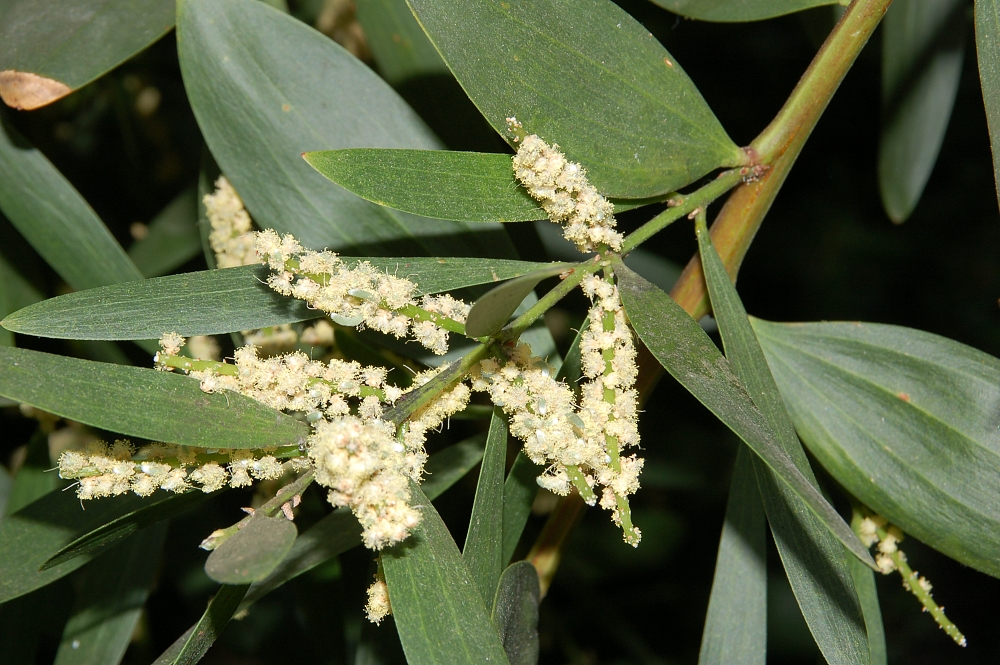
Ramo com filódios e inflorescências cilíndricas de Acacia longifolia.
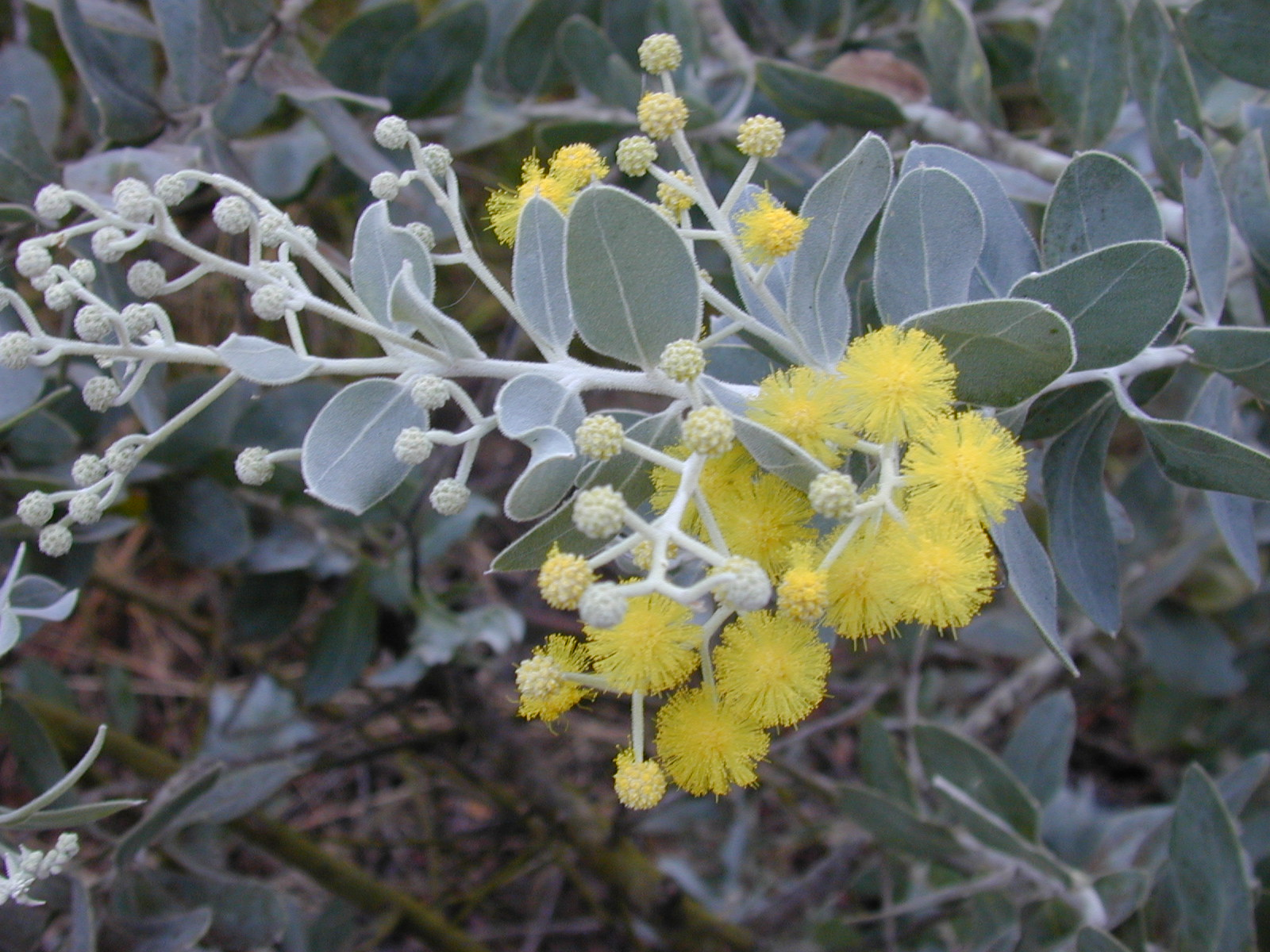
Ramo com filódios e inflorescências cimosas de Acacia podalyriifolia.
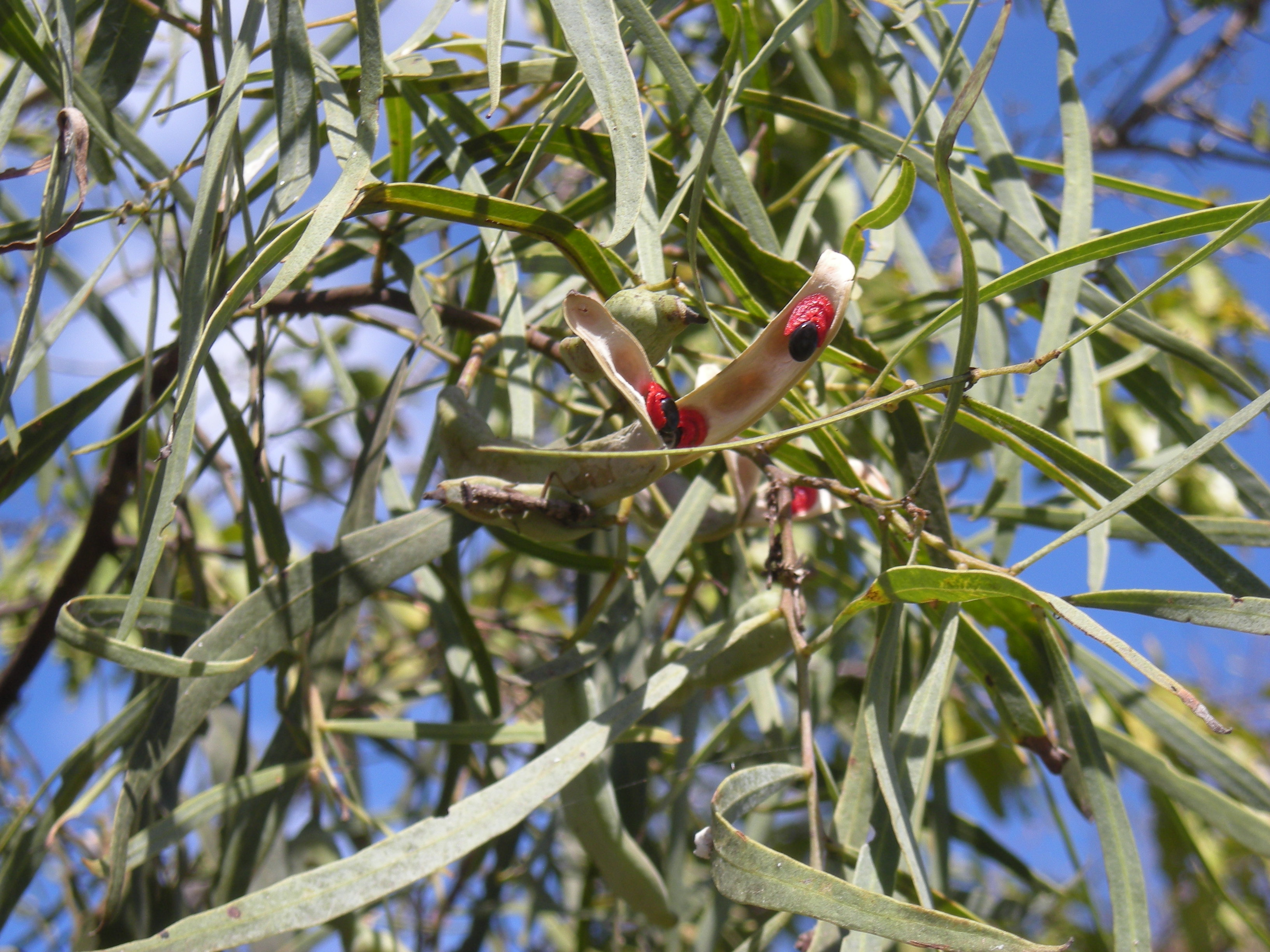
Vagem aberta e sementes de Acacia salicina.
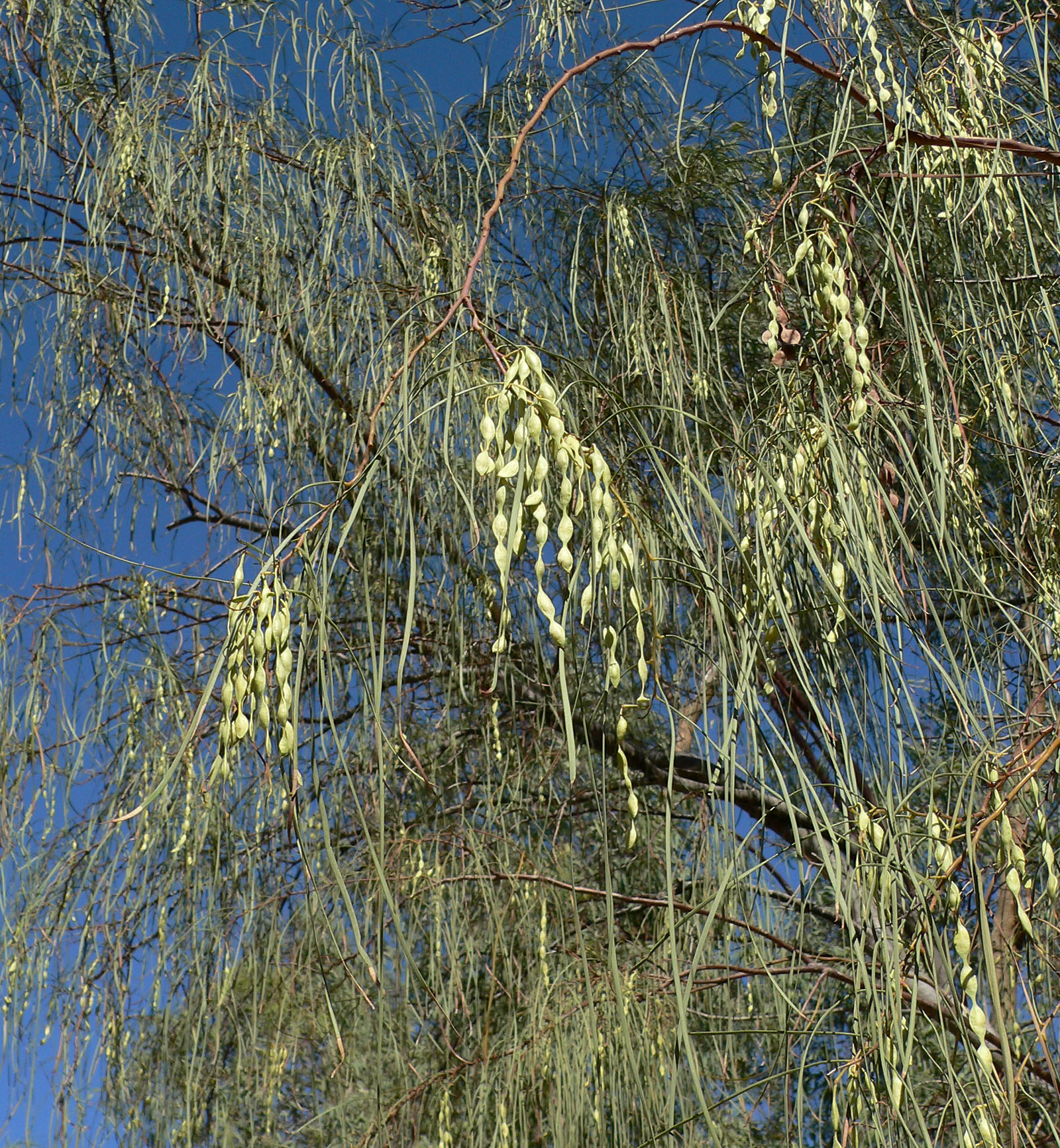
Hábito e frutos de Acacia stenophylla.
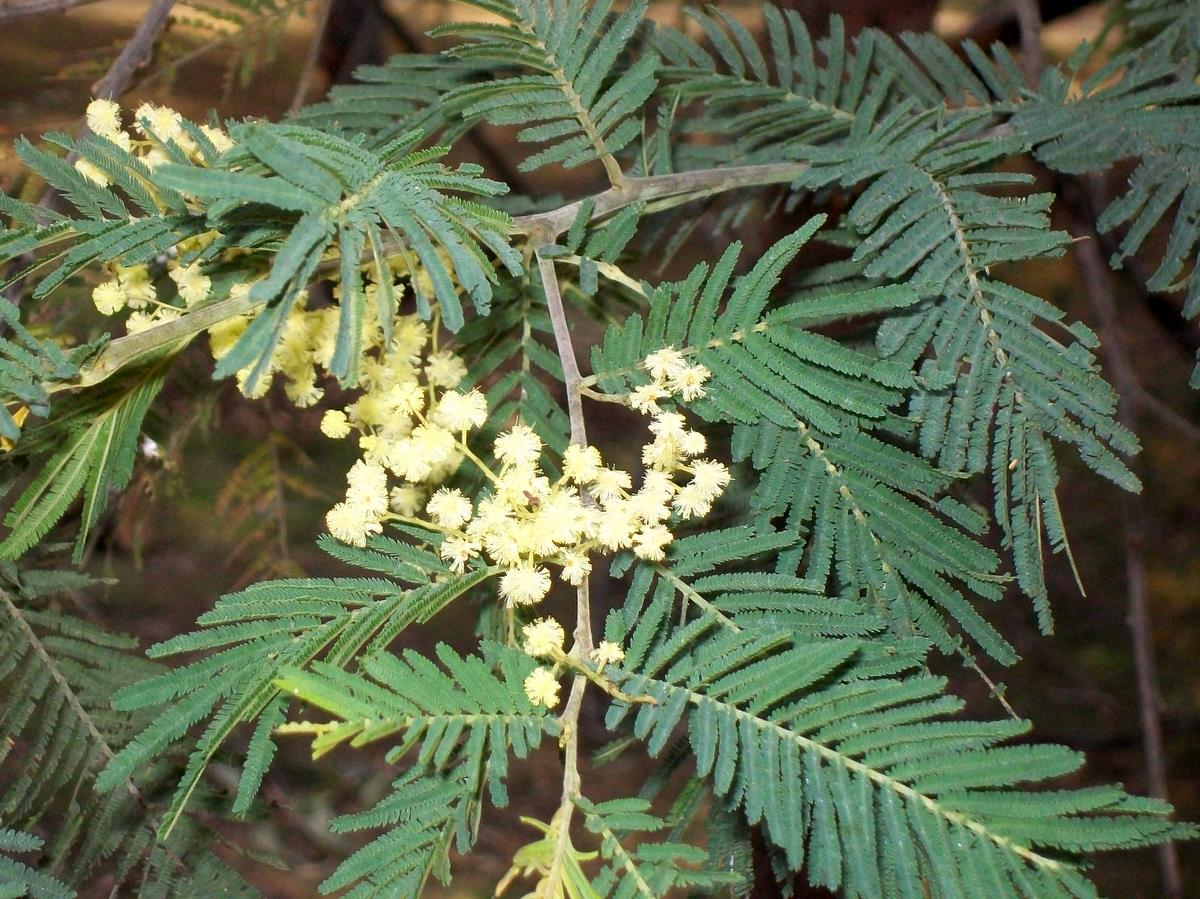
Folhas bipinadas e inflorescências de Acacia trachyphloia.
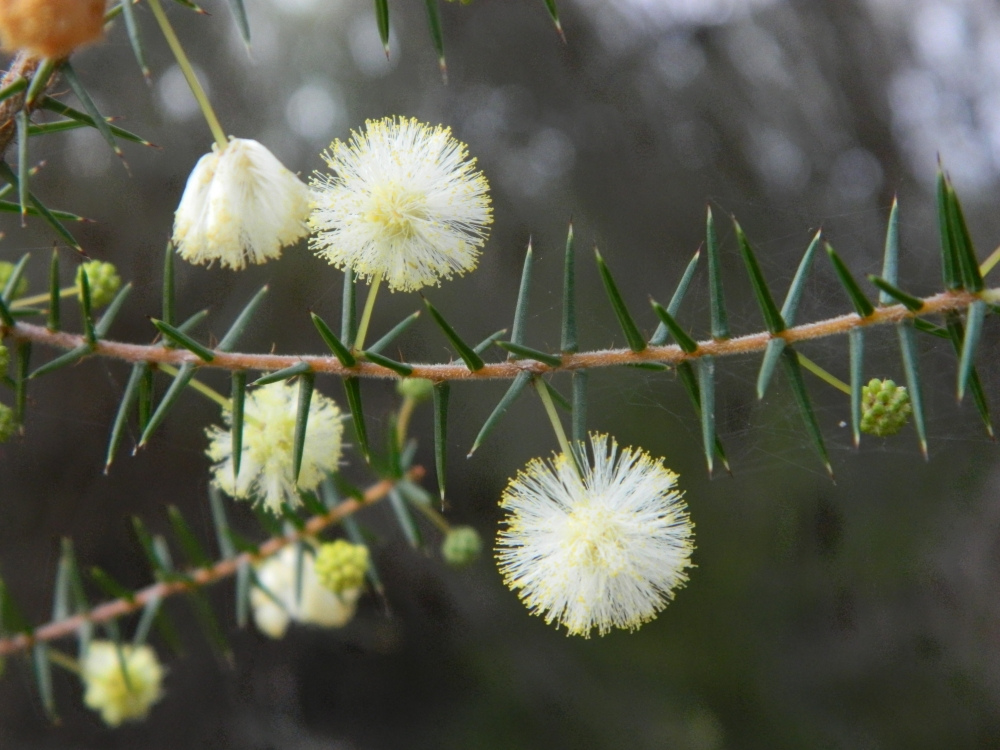
Ramo com filódios e inflorescências de Acacia ulicifolia.